# Parahormius radialis
Parahormius radialis är en stekelart som beskrevs av Vladimir Ivanovich Tobias 1986. Parahormius radialis ingår i släktet Parahormius och familjen bracksteklar. Inga underarter finns listade i Catalogue of Life.